# Jeldzino
Jeldzino est une localité polonaise de la voïvodie de Poméranie et du powiat de Puck. 

## Géographie

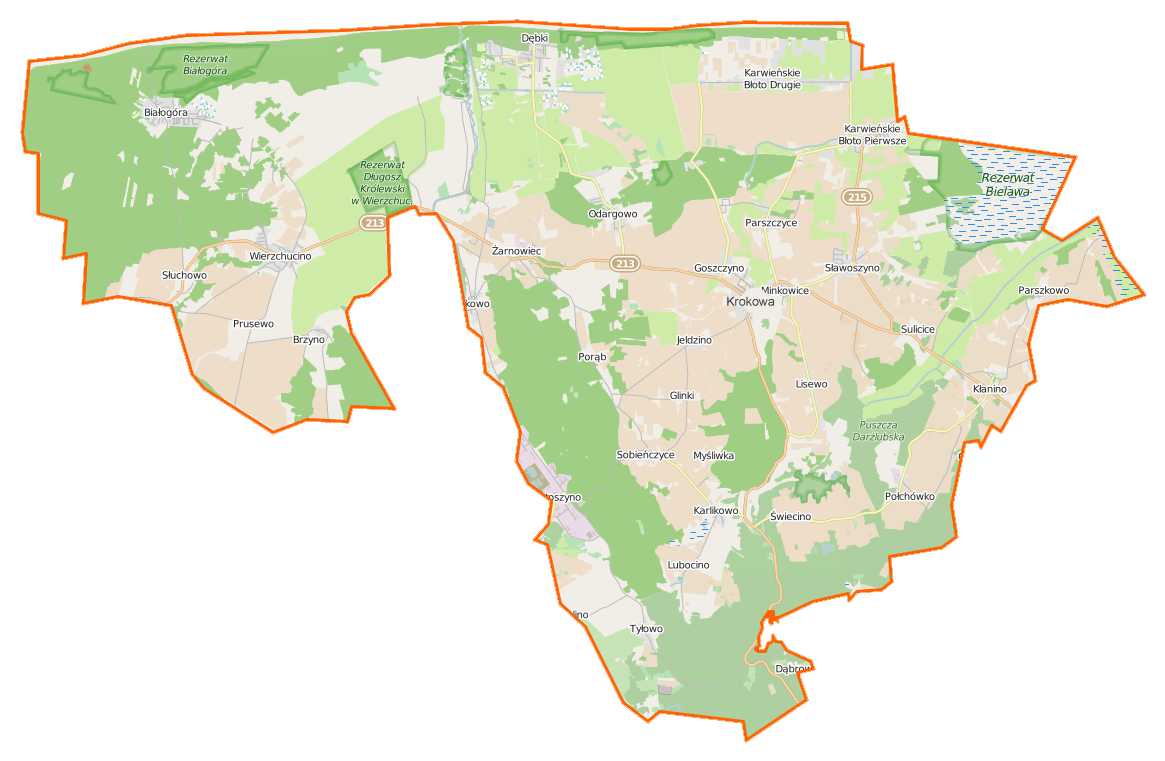
Carte de la gmina de Krokowa.